# House of Talent
House of Talent is een Nederlands televisieprogramma dat elke werkdag om 19.00 uur werd uitgezonden op SBS6. Het programma werd bedacht en ontwikkeld door John de Mol.

## Ontstaan en afloop
Op 30 november 2017 werd bekendgemaakt dat het programma Utopia verplicht moest stoppen omdat de huur, van de locatie waar het programma wordt opgenomen, verliep. Bij SBS6 gingen ze vervolgens op zoek naar een waardig programma dat Utopia kon opvolgen. Op 6 februari 2018 werd door SBS6 aangekondigd dat dit programma Utopia zou vervangen vanaf 1 juni 2018, echter twee maanden later werd door SBS6 besloten om Utopia een doorstart te geven op een andere locatie onder de naam Utopia 2. Hierdoor werd het programma pas vanaf 6 augustus 2018 uitgezonden in plaats van vanaf 1 juni 2018 en is het programma nu een half uur voor Utopia 2 te zien in plaats van om 19.30 uur, de tijd dat Utopia 2 start.
Op 7 december 2018 werd bekendgemaakt dat de stekker een half jaar eerder uit het programma wordt getrokken door tegenvallende kijkcijfers en een nieuwe programmering op SBS6. De laatste aflevering wordt uitgezonden op 28 december 2018 en is tevens de vervroegde finale. Het ingekorte seizoen werd gewonnen door Bram Boender.

## Opzet
Het programma is bedacht door John de Mol en is losjes gebaseerd op concepten van programma's die De Mol eerder heeft ontwikkeld, zoals Big Brother, De Gouden Kooi en Utopia / Utopia 2.

### Selectieprocedure
Mensen met ambitie om een professionele zangcarrière te starten konden zich aanmelden bij SBS6 om deel te nemen aan het programma. Door de redactie werden hieruit de beste twaalf deelnemers gekozen. Deze twaalf deelnemers moeten in de eerste twee afleveringen van het programma auditie doen voor twee managers, Leontien en Daan, die beide al verschillende bekende Nederlanders en sommige internationale sterren hebben geholpen in hun weg naar de top. Deze twee managers hebben elk plek voor vier deelnemers. De acht deelnemers die in totaal gekozen zijn door de managers mogen het House of Talent betreden.

### Verloop
De acht deelnemers komen in een groot huis waar ze onder andere over een theater, studio en sociale media ruimte beschikken. Daarnaast zijn er alle mogelijke instrumenten te vinden die de deelnemers mogen gebruiken. Het doel van het programma is dat de deelnemers zo populair mogelijk worden waardoor ze geboekt worden voor optredens en geld gaan verdienen met muziek maken. De deelnemers moeten in het huis iedere zes weken een nieuw nummer uitbrengen tijdens een zgn. "releaseshow", geld binnen halen door op te treden en actief met sociale media omgaan om zo meer volgers te krijgen.
In het programma heb je de Money Chart en de Social Media Chart. De Money Chart is de lijst van de deelnemers die aangeeft welke deelnemer het meeste en het minste geld heeft opgehaald met optredens, staat een deelnemer hier onder aan is hij / zij genomineerd voor verwijdering. De Social Media Chart is de lijst van de deelnemers die aangeeft welke deelnemer het meeste en het minste volgers en reacties heeft opgehaald met de sociale media, staat een deelnemer hier onder aan is hij / zij genomineerd voor verwijdering. Elke zes weken zijn er dus twee genomineerden: één die het minste heeft verdiend en één die de minste online fans heeft. De twee genomineerde moeten tegen elkaar gaan strijden, het thuis publiek kan door middel van televoting zijn of haar favoriet kiezen. De deelnemer met de minste stemmen van het publiek moet het programma verlaten, deze wordt dan vervangen voor een nieuwe deelnemer die aan zijn zangcarrière wil werken. Deze nieuwe deelnemer wordt door de managers gekozen uit twee potentiële deelnemers. Deze moeten auditie doen waarna de managers de beste deelnemer selecteren voor een verblijf in het huis.

## Waardering
Het programma ging maandag 6 augustus 2018 om 19.00 uur van start op SBS6. Het programma kreeg relatief veel media aandacht en de pers stond rondom het huis om de deelnemers te interviewen en te fotograferen voordat zij het huis in gingen. De eerste aflevering trok tegen verwachting in lage kijkcijfers en werd door 187.000 kijkers bekeken, hiermee viel de eerste aflevering buiten de kijkcijfers top 25. Talpa gaf aan hier geen conclusies uit te trekken en verwacht dat het programma net als de deelnemers die aan hun carrière werken gaat groeien, tevens rekenen ze mee dat een groot deel van Nederland vakantie aan het vieren was en dus niet kon kijken.

## Trivia
- Deelneemster Delany Lepelblad was eerder, in 2016, te zien in het televisieprogramma The Next Boy/Girl Band. Ze was een van de meiden die won en vormde met 4 andere meiden de meisjesband genaamd GRLBND. De meisjesband verloor de finale van de jongens. Na ruim een jaar verliet Delany als eerste deze band.[12]
- Deelneemster Julia won in 2017 het zesde seizoen van het televisieprogramma Idols.[13] Deelnemer Bram was tevens in dit zelfde seizoen te zien, hij eindigde in de finale op de tweede plaats.[14]
- Diverse bekende Nederlanders hebben een bezoek aan het programma gebracht om de kandidaten advies te geven, iets te leren, samen op te treden of een dag in het huis door te brengen. De volgende BN'ers zijn in het programma te zien geweest: Dave Roelvink, Boef, Thomas Berge, Ruben Anink, Jebroer, Frans Duijts, Bastiaan van Schaik, Giel Beelen, Janice, Yes-R, Bridget Maasland, Maik de Boer, Bizzey, Lange Frans, Waylon, Rutger Vink en Ali B.[15][16][17]